# Combat de Tortosa
 (août 2008).
Si vous disposez d'ouvrages ou d'articles de référence ou si vous connaissez des sites web de qualité traitant du thème abordé ici, merci de compléter l'article en donnant les références utiles à sa vérifiabilité et en les liant à la section « Notes et références ».
Guerre franco-espagnole
Batailles
- Les Avins (05-1635)
- Louvain (06-1635)
- Tornavento (06-1636)
- Îles de Lérins (03-1637)
- Leucate (08/09-1637)
- Yvois (1637)
- Getaria (08-1638)
- Thionville (06-1639)
- Salses (07-1639)
- Les Downs (10-1639)
- Turin (05-1640)
- Yvois (1639)
- Montjuïc (01-1641)
- Aire (1641)
- Honnecourt (05-1642)
- Rocroi (05-1643)
- Carthagène (09-1643)
- Lérida (05-1646)
- Bergues (08-1646)
- Dunkerque (09-1646)
- Lérida (05-1647)
- Lens (08-1648)
- Rethel (1650)
- Barcelone (1651-1652)
- Mouzon (1653)
- Bordils (12-1653)
- Arras (08-1654)
- Puycerda (10-1654)
- Landrecies (06-1655)
- Pavie (1655)
- Valenciennes (07-1656)
- Dunkerque (05-1658)
- Les Dunes (06-1658)
- Bergues (07-1658)

En 1650, les troupes espagnoles assiégeaient Tortosa. Six galères bloquaient la ville par la mer sous les ordres de don Francisco Fernandez de la Cueva, duc d’Alburquerque.
À Tortosa, le manque de vivres était critique, et les Français organisèrent une petite flotte de transports, escortée par 4 galions, sous les ordres du baron de Ligny. Pendant que les galions se débarrasseraient des galères, le convoi entrerait tranquillement dans la ville.

## La bataille
Alburquerque, informés des plans ennemis, navigua à l’encontre de navires français, et le combat se déchaîna entre les deux flottes.
Mais le vent se calma, et les galions restèrent pratiquement immobiles et séparés. Les Espagnols ne tardèrent pas à profiter de la situation et attaquèrent le plus petit, de 16 canons, qui se rendit au bout de 30 minutes de combat. Confiant la garde du navire capturé à une galère, Alburquerque se lança sur les 3 autres avec ses 5 autres bâtiments. Deux galions de 20 canons se rendirent, puis le navire amiral de Ligny de 30 canons se rendit également après une brève résistance.

## Conséquences
Ce cas est pratiquement unique dans l’histoire navale, où en combat en pleine mer, 6 galères avec 30 canons au total, défirent complètement une division de 4 galions avec 86 pièces, et dont les équipages avaient été renforcés par 500 mousquetaires. Les navires français transportaient 4 pièces d’artillerie de campagne, 2 mortiers, plus de 1 000 mousquets, 800 épées, plus une grande quantité de vivres, munitions et matériel.
Philippe IV félicita personnellement Alburquerque pour cet exploit.